# ブルース・マンロー
ブルース・マンロー（Bruce Munro, 1959年 - ）は、イギリスのインスタレーション芸術家。2004年、ヴィクトリア&アルバート博物館で初公開となった『フィールド・オブ・ライト』など光によるインスタレーションで知られる。2010年10月、コンラン・オクトパスからデザイン・ミュージアムによる『How to Design a Light 』が出版され、彼の照明デザインが掲載されている。

## 経歴
1959年、デヴォンのサルコンベで生まれ、ブリストル・ポリテクニックでファインアートを学んだ。1984年、オーストラリアに転居し、カンタス航空や本田技研工業などを顧客に持ち広告看板などを供給する商業デザイン会社を創立。2002年、イギリスに戻り照明デザイナーとしての活動を開始。
2010年2月から4月、ニューヨークのソロモン・R・グッゲンハイム美術館でフランク・ロイド・ライトが設計したロタンダを記念したグループ展示『Contemplating the Void 』に参加。
2004年のヴィクトリア&アルバート博物館での『フィールド・オブ・ライト』の直後、ウィルトシャーのLong Knoll Field で公共の歩道により2箇所に分かれた、より規模の大きい『フィールド・オブ・ライト』が行なわれた。この展示は2005年まで1年間継続された。2008年から2009年にかけた冬季、コーンウォールのエデン・プロジェクトでの『フィールド・オブ・ライト』を依頼された。地中海と熱帯雨林の間の生物群系が備えられたエデン・プロジェクトには、透明なガラス球を上につけた6,000もの光ファイバーのアクリル・システムがヴィジター・センターの芝生の屋根に設置された。
2010年6月、ウィルトシャーのLong Knoll Field で世界中から寄付された600万枚の不要なコンパクトディスクを使用した『CDシー』を展示。この展示にはチャンネル4の『グランド・デザイン』の司会者であるケヴィン・マクラウドを含む、彼の友人やボランティア140名で完成させた。自然の日光や月光によるCDの反射で輝く海を表現している。花火の際は『CDシー・レガッタ』と名を変えた。彼はまたサリスバリー大聖堂の十字架に『ライト・シャワー』を施した。2010年11月29日、アドベントに合わせ『ダークネス・イントゥ・ライト』の列になったロウソクの炎から『ライト・シャワー』に切り替えられた。
2011年1月28日、『フィナンシャル・タイムズ』の記事に『New Light Through Old Windows 』(古い窓を通る新しい光、の意)の題名でターナー賞の審査員でアナウンサーのリチャード・コークは『ライト・シャワー』を「spectacular (豪華、壮観)」と評し、「見事な特別の場所でゴシック建築の新しい楽しみ方を教えてくれた」と記した。サリスバリー大聖堂での2度目の大規模な展示は『ウォーター・タワーズ』と呼ばれ、合唱音楽に合わせ色が変わるイルミネーションが施された大迷路である。大聖堂の修道院に10日間をかけ設置し、2011年1月15日から2月27日まで公開された。
2011年11月、5,200の配線を使用した『フィールド・オブ・ライト』がバースのホルバーン美術館の裏庭に設置され、2012年1月8日まで展示された。2011年12月21日、ヘルプ・フォー・ヒーローズの基金集めのため一夜限りの新作『スター=ターン』を発表。自転車の動力により光がともる。ヘルプ・フォー・ヒーローズの展示は2011年初頭のティドワースのテドワース・ハウス・PRCのリハビリテーション・センターに設置した『ライト・シャワー』に続き2度目である。キャサリン妃のウェディングドレスを手掛けたサラ・バートンのデザインのアレキサンダー・マックイーンの2012年から2013年の秋冬コレクションのキャットウォークのシャンデリア(長さ7m、幅4m)でファッション業界に進出した。

## 初個展
元々ピエール・S・デュポンとピアース家により作られたアメリカ合衆国で最も有名な庭園の1つである、ペンシルベニア州ケネット・スクエアにあるロングウッド・ガーデンで2012年6月から12月、庭園の23エーカー (93,000 m2)を使い個展の開催を依頼された。